# Elena Filàtova
Elena Filàtova (en rus: Елена Филатова) (Prípiat, 1974) és una motera i fotògrafa ucraïnesa que va guanyar fama a Internet el 2004 sota el pseudònim de KiddOfSpeed després que el seu lloc fos mencionat a Slashdot i en altres llocs d'Internet.

## Fotos de Txernòbil i viatge en moto
A la seua pàgina web, penjà imatges que havia realitzat durant el seu viatge en moto a la central nuclear de Txernòbil, 18 anys després de l'accident nuclear. En principi va visitar la ciutat abandonada de Prípiat.
Va realitzar nombroses fotografies d'edificis, cases campestres, d'un parc d'atraccions rovellat, de l'interior de les escoles i llars, i fins i tot d'un parell de persones que hi havien tornat a l'àrea d'exclusió contaminada per radioisòtops. Les imatges es troben ordenades entorn de la història d'una jove que amb la seua moto aconseguix un permís especial que la dona permís per a visitar ella a soles la zona radioactiva d'exclusió establerta entorn del reactor nuclear. No obstant això, guies de turisme de Txernòbil i alguns turistes afirmen que Elena va visitar la zona d'exclusió únicament com a part d'un viatge organitzat. El guia de Txernòbil Iuri Tatartxuk recorda que Filàtova "va realitzar el tour, lluint una jaqueta de cuir de motorista posant per a les fotos."

## Crítica i resposta
El 16 de maig de 2004, Filàtova publicà en el seu lloc web que fou "acusada que la història contenia més poesia que realitat. En part accepte esta acusació"; el 24 de maig va retirar la nota.

## Altres projectes
Entre els seus projectes més recents està el foto reportatge sobre el mur de la serp, a prop de la ciutat de Kíiv, el seu lloc de residència. El reportatge conté fotos de Filàtova explorant una antiga muralla i modernes fortificacions de la Segona Guerra Mundial construïda damunt de les restes. També inclou la història de la regió durant la revolució russa i la invasió nazi contra la Unió Soviètica
Altres enllaços de la seua web mostren el foto diari realitzat per ella mateixa del dia de la Revolució Taronja d'Ucraïna. El març de 2007, publicà noves fotos dels voltants de l'àrea de Txernòbil que van ser preses més recentment.
Un dels últims projectes en la seua web són les fotos d'un camp de presoners abandonat de Stalin.